# Імбирне пиво

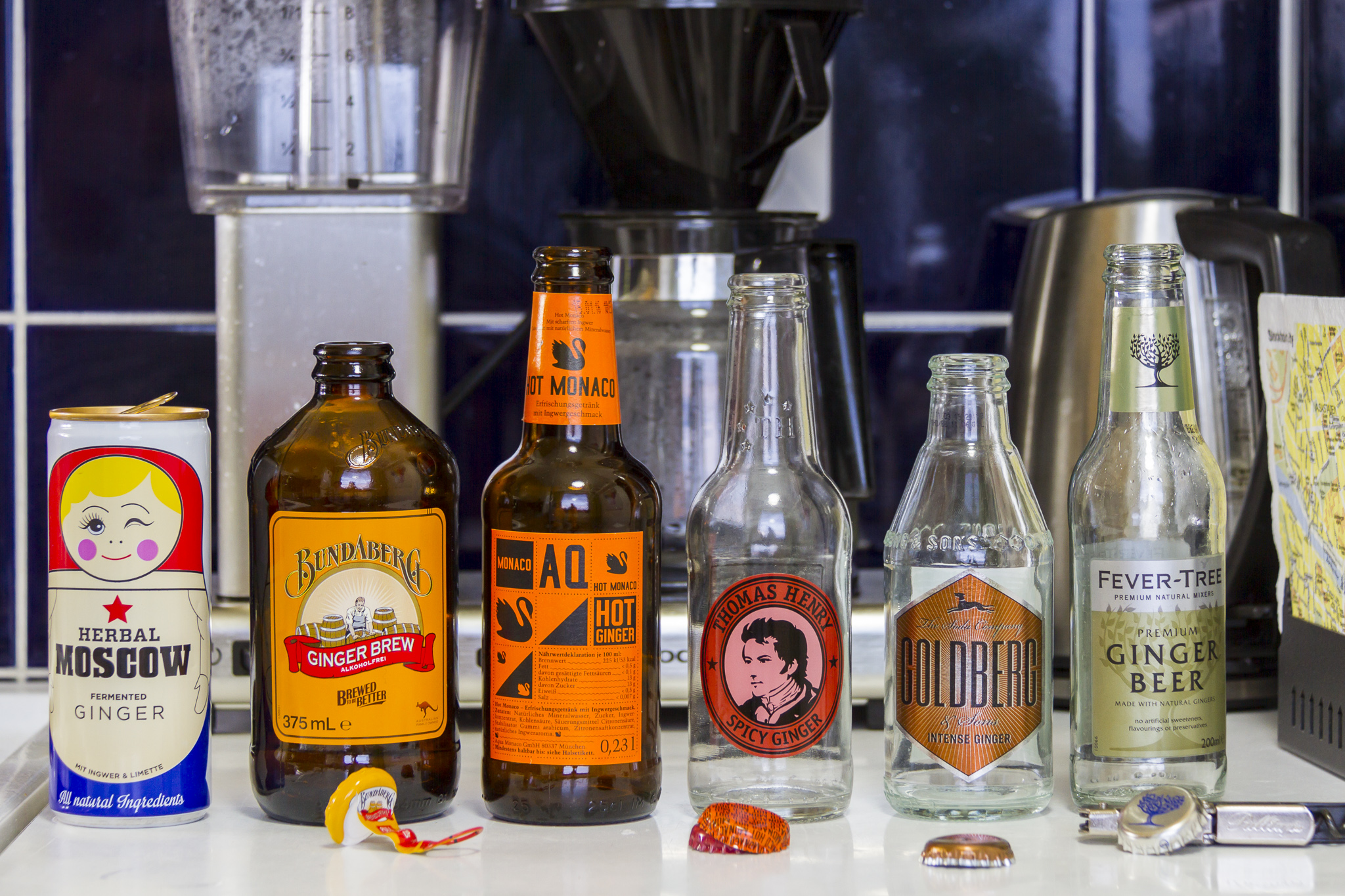
Асортимент пляшок імбирного пива.

Імбирне пиво — підсолоджений газований напій на основі імбиру. Продукт бродіння імбирних прянощів, дріжджів та цукру.
Його витоки походять від колоніальної торгівлі прянощами зі Сходу та островів Карибського моря, що виробляли цукор. Сучасне імбирне пиво зазвичай безалкогольне, лише невеликі броварні досі виготовляють слабоалкогольну версію, яка зазвичай маркується як «алкогольне імбирне пиво»
Нинішнє імбирне пиво часто виготовляють з ароматичними чи кольоровими добавками. В домашніх умовах імбирне пиво виготовляють із використанням симбіотичної колонії дріжджів та лактобактерій.

## Історія
Варене імбирне пиво виникло в Йоркширі в Англії в середині 18 століття і стало популярним у всій Великій Британії, США, Ірландії, Південній Африці та Канаді, досягнувши піку популярності на початку 20 століття. Існували варіанти напою з різними спеціями. Вміст алкоголю був обмежений до 2 % у 1855 році акцизними законами.

## Виробництво

#### Рослинка імбирового лимонаду
«Рослинка імбирового лимонаду» — це різновид закваски, що використовується для проведення ферментації. Зерна під назвою «рослинка імбирового лимонаду», які за словами Мартінуса Беєрінка привезли до своєї країни британські солдати після повернення з Кримської війни в 1855 році, були визначені Гаррі Маршаллом Уордом як «напій, що містить симбіотичну суміш дріжджів і бактерій, з достатньою кількістю азотної органічної речовини та бурякового цукру або тростинного цукру у його водному розчині». «Рослинка імбирового лимонаду» була вперше описана Уордом у 1892 році на основі зразків, отриманих ним у 1887 році.
Також відома як «бджолине вино», «палестинські бджоли», «каліфорнійські бджоли» та «гілеадський бальзам», це не рослина, а складний організм, що складається з дріжджів Saccharomyces florentinus (раніше S. pyriformis) і бактерії Lactobacillus hilgardii (раніше Brevibacterium vermiforme), які утворюють симбіотичну культуру бактерій і дріжджів (зооглея). Ця культура утворює драглисту речовину, яка дозволяє легко переносити її з одного субстрату для ферментації на інший, подібно до кефірних зерен, чайного гриба та водного кефіру. Справжнє імбирне пиво готують, ферментуючи кілька днів «рослинкою імбирового лимонаду» розчин, до складу якого входить цукор, імбир, та додаткові інгредієнти, такі як лимонний сік і винний камінь, внаслідок чого частина цукру перетворюється на спирт.